# Ramon Torent i Torrabadella
Ramon Torent i Torrabadella (Granollers, Vallès Oriental, 1826 - Barcelona, 17 d'abril de 1882) fou un metge català.

## Biografia
Fou fill d'Eveli Torent i de Teresa Torrebadella, i germà del notari Esteve Torent i Torrebadella. Va cursar els estudis de medicina a Barcelona i es va graduar l'any 1849 amb menció honorífica. A partir de 1854, va exercir com a metge a la Casa de Maternitat de Barcelona, destacant especialment durant les epidèmies de còlera de 1854 i 1865. El 1869 va ser nomenat metge principal a l'Hospital de la Santa Creu de Barcelona, on també va obtenir el títol de doctor en medicina. A més, es va distingir per la seva habilitat com a cirurgià. Des del 1862 fou professor de la carrera de practicants. Membre de l'Acadèmia de Medicina de Barcelona. El 1871 va ser nomenat comanador del Reial i Distingit Orde de Carles III.
Com a wagnerià, va formar part de la delegació catalana del Patronatverein de Bayreuth, delegació presidida i representada per Joaquim Marsillach; aquest Patronat del Festival de Bayreuth havia estat creat per Richard Wagner per a sufragar el cost de l'estrena de Parsifal.
Es va casar amb Carme Garrigolas i Comes (1834-1904), natural de Vic. Van tenir diversos fills: Assumpta, Manuela, Rafael, Ramona, Lluís i Josep Maria.